# Łącko (gmina)

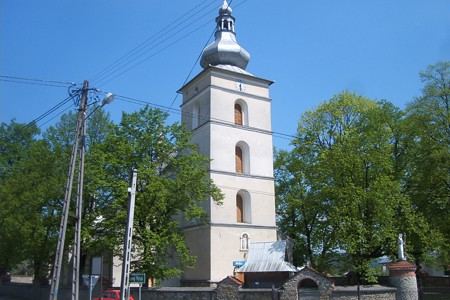
Kościół w Łącku

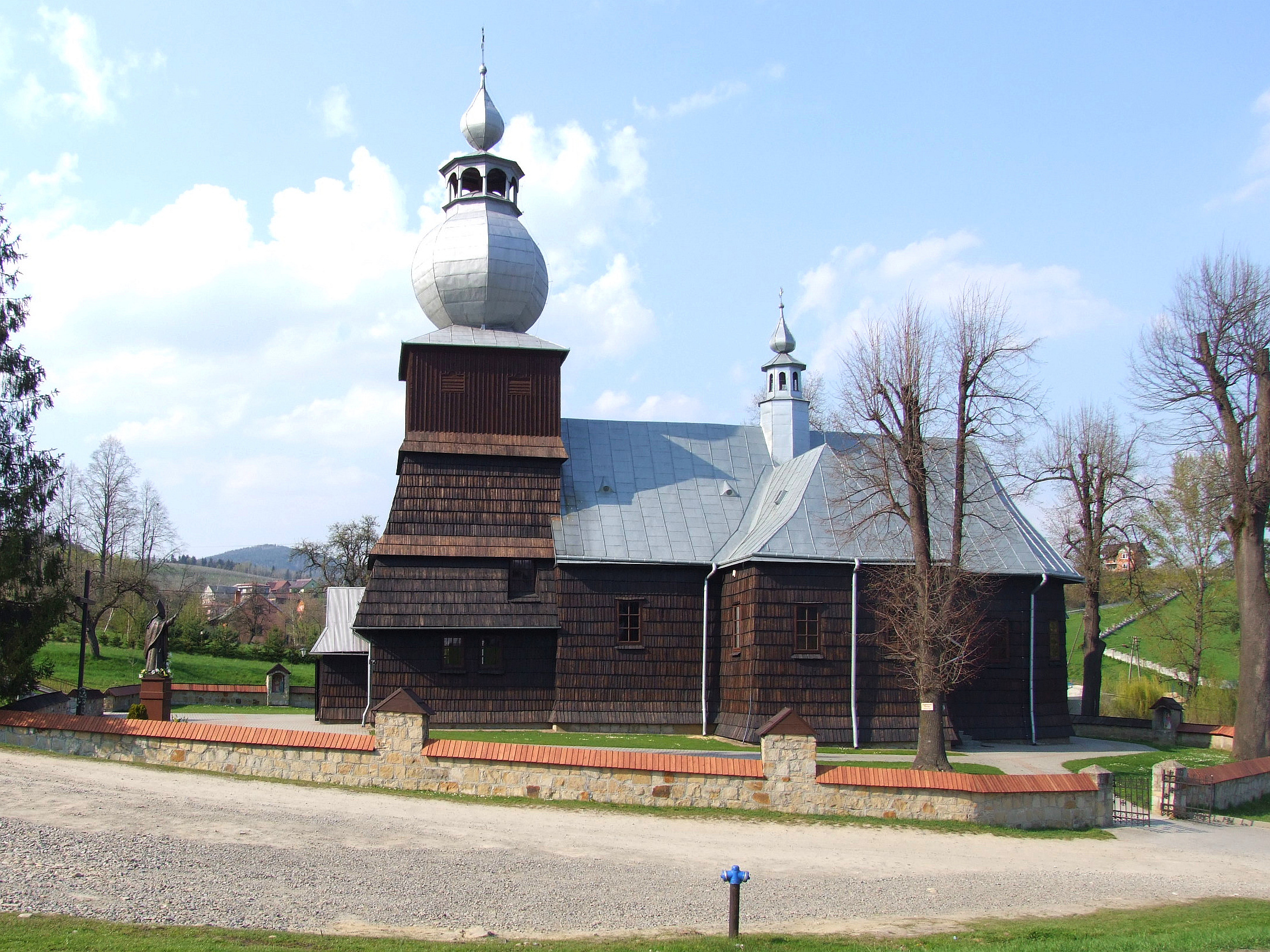
Kościół w Czarnym Potoku

Łącko – gmina wiejska w województwie małopolskim, powiecie nowosądeckim. W latach 1975–1998 gmina położona była w województwie nowosądeckim. Siedzibą gminy jest Łącko. Łącko nazywane jest stolicą krainy sadów.

## Geografia
Miejscowości należące do gminy Łącko znajdują się po obydwu stronach Dunajca. Te leżące na jego lewym brzegu należą do Beskidu Wyspowego, na prawym brzegu – do Beskidu Sądeckiego oraz leżące na prawym brzegu ujścia Kamienicy Gorczańskiej – do Gorców.
Gmina Łącko sąsiaduje z gminami Kamienica, Krościenko nad Dunajcem, Łukowica, Ochotnica Dolna, Podegrodzie, Stary Sącz i Szczawnica.
Gmina ma obszar 132,95 km², w tym: użytki rolne 51%, użytki leśne: 43%. Stanowi to 8,58% powierzchni powiatu.

## Sołectwa
Brzyna, Czarny Potok, Czerniec, Jazowsko, Kadcza, Kicznia, Łazy Brzyńskie, Łącko, Maszkowice, Obidza, Szczereż, Wola Kosnowa, Wola Piskulina, Zabrzeż, Zagorzyn, Zarzecze.

## Historia
Po raz pierwszy Łącko pojawia się w dokumentach 1251 roku. Wówczas kasztelan sądecki Wydżga (właściciel zamków w Czorsztynie i Rytrze) sprzedał wieś Bożogrobcom z Miechowa. W roku 1268 wieś znalazła się w rękach księżnej Kingi, wdowy po Bolesławie Wstydliwym, która zakładając zakon klarysek w Starym Sączu obdarowała go kluczem łąckim. Klaryski były właścicielkami tych terenów aż do kasaty zakonu przez Austriaków w końcu XVIII wieku.
Jeszcze przed wybuchem I wojny światowej planowano przeprowadzenie doliną Dunajca linii kolejowej łączącej Nowy Sącz ze Szczawnicą, a następnie przeniesienie do Łącka sądu powiatowego i utrzymanie starostwa. Realizację tych zamierzeń przekreślił wybuch I wojny światowej.
Mieszkańcy Łącka czynnie włączyli się w walkę zbrojną, zarówno okresie zaborów (m.in. insurekcja kościuszkowska, powstanie styczniowe), podczas I wojny światowej, a także w walkę z okupantem w trakcie II wojny światowej.

## Demografia

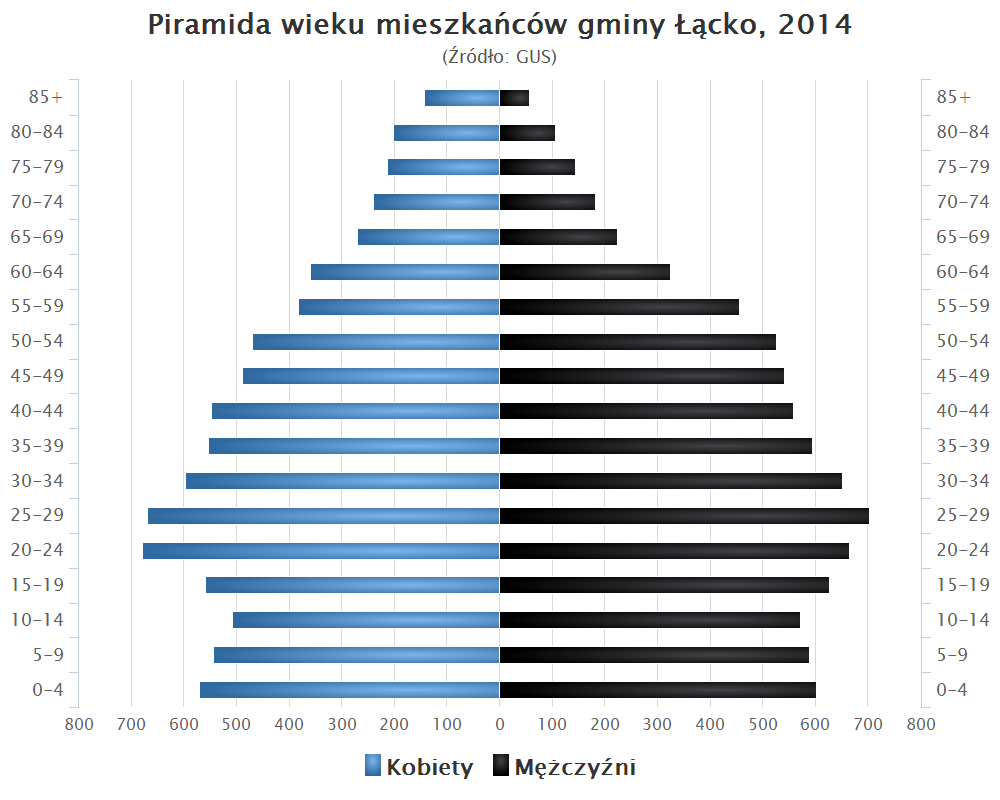
Piramida wieku mieszkańców gminy Łącko w 2014 roku

## Zabytki
- Kościół parafialny pod wezwaniem Św. Jana Chrzciciela w Łącku z 1728 roku. Tradycja głosi, że materiały do jego budowy uzyskano z rozbiórki zameczku Zyndrama z pobliskich Maszkowic, znanego z bitwy pod Grunwaldem. Świątynia murowana, trójnawowa, z kwadratową wieżą od strony zachodniej. Wewnątrz na uwagę zasługuje wczesnobarokowy ołtarz główny oraz kamienna chrzcielnica z 1493 roku. Do zabytkowych należy zaliczyć organy w stylu późnobarokowym z XVIII wieku oraz portale kute w kamieniu w stylu barokowym. Kościół odnowiono w 1818 r. oraz rozbudowano w roku 1930.
- Wybudowany z drewna modrzewiowego kościół parafialny pod wezwaniem św. Marcina w Czarnym Potoku. Powstał w obecnej postaci w XVII wieku. Wewnątrz znajduje się obraz Matki Bożej Bolesnej „Czarnopotocka Madonna” z 1644 roku.
- Kościół parafialny pod wezwaniem Narodzenia Najświętszej Marii Panny w Jazowsku z 1665 roku. Wewnątrz znajduje się późnobarokowy ołtarz z umieszczonym w środku gotyckim obrazem Matki Bożej z Dzieciątkiem oraz barokowa ambona i chór.
- „Osiedle Opijówka” w Jazowsku, stanowiące unikatowy w tej części Małopolski przykład folwarcznego budownictwa mieszkaniowego.
- Obelisk na górze Zyndrama w Maszkowicach.

## Kultura
Największą imprezą folklorystyczną jest Święto Kwitnącej Jabłoni odbywające się rokrocznie w maju. Pierwsze zorganizowane było w 1947 roku w sadzie Stanisława Sopaty w pobliskim Czerncu. Od 1970 roku organizowane jest w amfiteatrze usytuowanym na stoku góry Jeżowej. Święto ma swoją bogatą tradycję (w roku 2007 odbyło się po raz pięćdziesiąty). Udział w nim biorą zespoły regionalne, orkiestry dęte oraz znani artyści scen polskich. Drugą co do wielkości imprezą jest Łąckie Owocobranie, które daje szansę promocji regionu dzięki prezentacji dorobku rolników i sadowników. W trakcie ww. imprez nie brakuje oczywiście degustacji oryginalnej łąckiej śliwowicy, znanej w całym kraju oraz za granicą.
W Łącku działają trzy zespoły regionalne "Górale Łąccy” (założony w 1933 roku), "Małe Łącko” (założony w 1952 roku) oraz "Zespół Folklorystyczny Kiyrepcki" (założony w 2015 roku), które prezentują folklor ludowy górali białych, a także Orkiestra Dęta im. T. Moryto (założyciela i pierwszego dyrygenta), należąca do najlepszych amatorskich orkiestr Małopolski.

## Turystyka
W okolicy Łącka oznakowano wiele ciekawych i malowniczych szlaków turystycznych, które prowadzą na Modyń (1029 m n.p.m.), w Pasmo Radziejowej m.in. na Dzwonkówkę (984) i na Przehybę (1173) oraz w Gorce.
Piesze szlaki turystyczne
 – czerwony Główny Szlak Beskidzki biegnący główną granią Pasma Radziejowej
 – żółty: Łącko – przeprawa promowowa przez Dunajec – Cebulówka – Okrąglica Północna – Koziarz – Przełęcz Złotne –                           Dzwonkówka
 – żółty: Łącko – Piechówka – Mała Modyń – Modyń.
Czas przejścia 3:20 h (↓ 2.30 h), suma podejść ok. 690 m.
 – zielony: Jazowsko – Obidza – Będzikówka – Skałka – Przehyba
 – niebieski: Obidza – Zarębki – Bucznik – Rokita – Przysłop
Amatorów kąpieli w górskiej rzece przyciągają nurty Dunajca, a wędkarzy żerowiska pstrągów i lipieni.
Znaną imprezą jest tradycyjny Międzynarodowy Spływ Kajakowy na Dunajcu, którego jeden z etapów kończy się w Jazowsku. Oprócz tego w korycie Dunajca w Zabrzeży-Wietrznicach znajduje się sztuczny tor kajakowy przeznaczony do sportu wyczynowego. Tor ten umożliwia organizowanie międzynarodowych zawodów w kajakarstwie górskim najwyższej rangi takich jak Mistrzostwa Europy czy Mistrzostwa Świata.
W gminie działa wiele gospodarstw agroturystycznych.

## Gospodarka
Gmina Łącko słynie z sadownictwa. Tutejsze sady są najstarszymi w województwie. Przeważają sady do jednego hektara powierzchni, z nasadzeniami głównie jabłoni, śliw, wiśni, a również czarnej porzeczki.